# Joseph Lux
Joseph Lux (Francia, 1 de junio de 1879-Girmont, Francia, 13 de marzo de 1960) fue un gimnasta artístico, campeón mundial en Luxemburgo 1909 en la prueba de barras paralelas.

## Carrera deportiva
En el Mundial de Luxemburgo 1909 consiguió la medalla de oro en barras paralelas, quedando situado en el podio por delante del bohemio Josef Cada, su compatriota el francés Louis Ségura y otro bohemio Frantisek Erben.